# In the Attic
In The Attic  è una raccolta del gruppo statunitense dei R.E.M. pubblicata nel 1997.

## Tracce
1. Finest Worksong
2. Driver 8
3. Gardening At Night
4. Swan Swan H
5. Disturbance At The Heron House
6. Maps And Legends
7. Tired of Singing Trouble
8. Just A Touch
9. Toys In The Attic
10. (All I Have To Do Is) Dream
11. The One I Love
12. Crazy
13. Can't Get There From Here
14. Last Date
15. Time After Time (Annelise)